# Golfe des Pictons
Le golfe des Pictons est un ancien golfe de l'océan Atlantique qui se trouvait dans les départements français actuels de la Charente-Maritime, des Deux-Sèvres et de la Vendée. Il est la partie septentrionale d'un phénomène plus vaste de transgression marine ayant affecté le littoral atlantique entre la Garonne et la Loire, au début de l'Holocène. Ainsi, deux autres golfes, moins amples, s'ouvraient de part et d'autre de l'estuaire de la Charente : le golfe des Santons, correspondant aujourd'hui aux marais de Rochefort et de Brouage. Une ultime avancée de la mer existait encore plus au Sud, dans l'estuaire de la Seudre.
Le golfe des Pictons s'ouvrait au nord de La Rochelle, dans la partie septentrionale de l'ancienne province d'Aunis, s'enfonçait largement dans les terres le long de la basse vallée de la Sèvre Niortaise, quasiment jusqu'à Niort, remontait au nord jusqu'à Luçon, puis longeait le cordon littoral où sont établies les villes actuelles de Jard-sur-Mer, La Tranche-sur-Mer et la Faute-sur-Mer. La carte topographique de l'IGN permet de percevoir les contours de cet ancien golfe, aujourd'hui sillonné d'un vaste réseau de canaux et de fossés, aux trames serrées et souvent orthonormées.  L'anse de l'Aiguillon constitue le reliquat de ce golfe, qui a donné naissance au marais poitevin.

## Formation du golfe et dynamiques de comblement

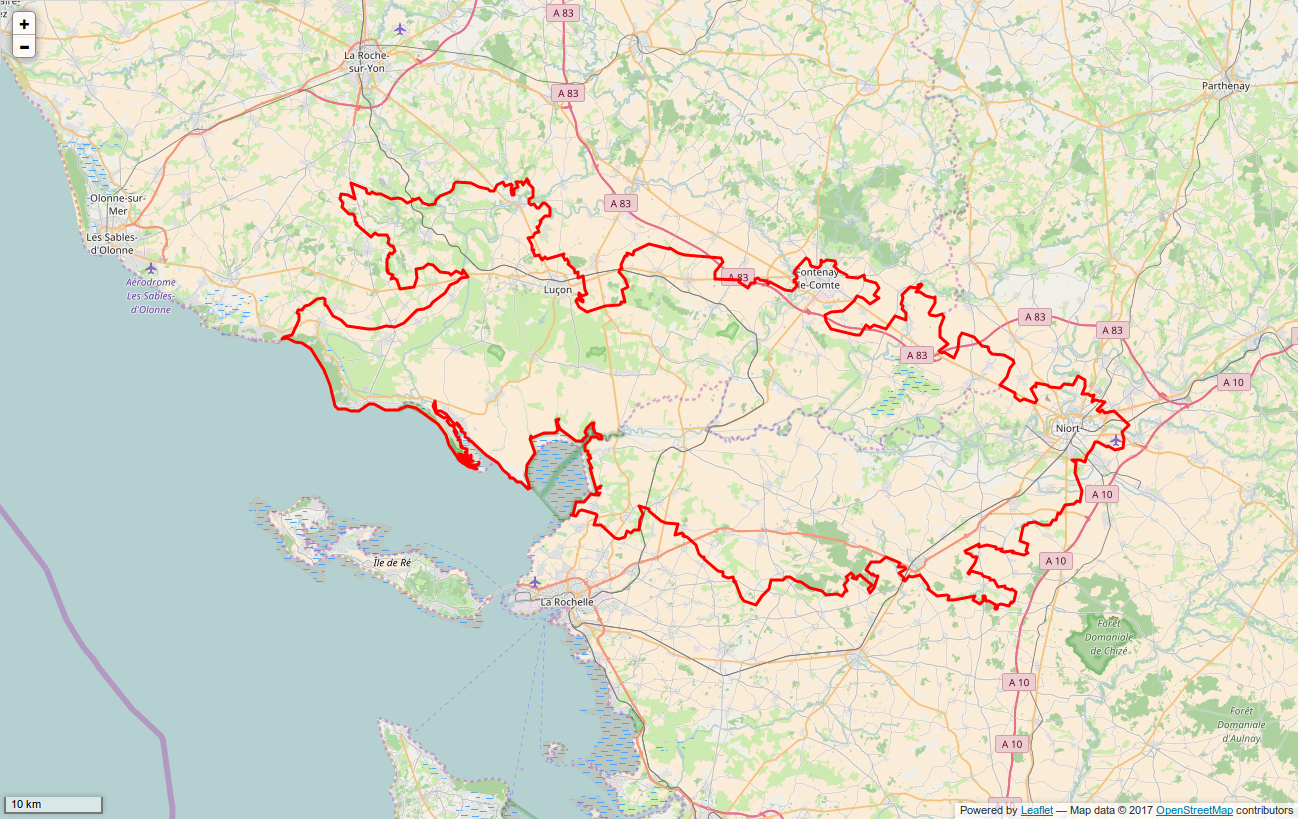
Périmètre du Parc naturel régional du Marais poitevin correspondant approximativement à l'ancien golfe des Pictons.

Le golfe des Pictons s'est formé progressivement lors de la transgression flandrienne, qui, à la fin de la dernière glaciation, a vu une remontée générale du niveau des océans. Autour de 2500 avant notre ère, la mer est encore à la cote -4,5 mètres NGF, elle n'atteint la cote actuelle, à 0 mètres NGF, qu'autour du changement d'ère. Le golfe s'est ensuite comblé progressivement, par un double phénomène de sédimentation naturelle. Le premier apport de sédiments provient de la mer, il est notamment à l'origine de la formation d'une succession de cordons dunaires, dont celui de La Tranche-sur-Mer, qui viennent refermer en partie le golfe. Le second apport est d'origine fluviale, et consiste en dépôts progressifs d'alluvions venant s'accumuler au fond d'un golfe aux eaux calmes.
Dans un second temps, à partir de la période médiévale, la disparition du golfe s'accélère avec l'intervention de l'homme. S'enclenche alors un long processus de poldérisation, étalé sur plusieurs siècles, par le creusement de canaux de drainage et l'érection de digues pour protéger les terres gagnées sur la mer. Ces actions ont eu pour conséquence l'assèchement des marais et ont conduit à la quasi-disparition de l'ancien golfe à la période contemporaine.

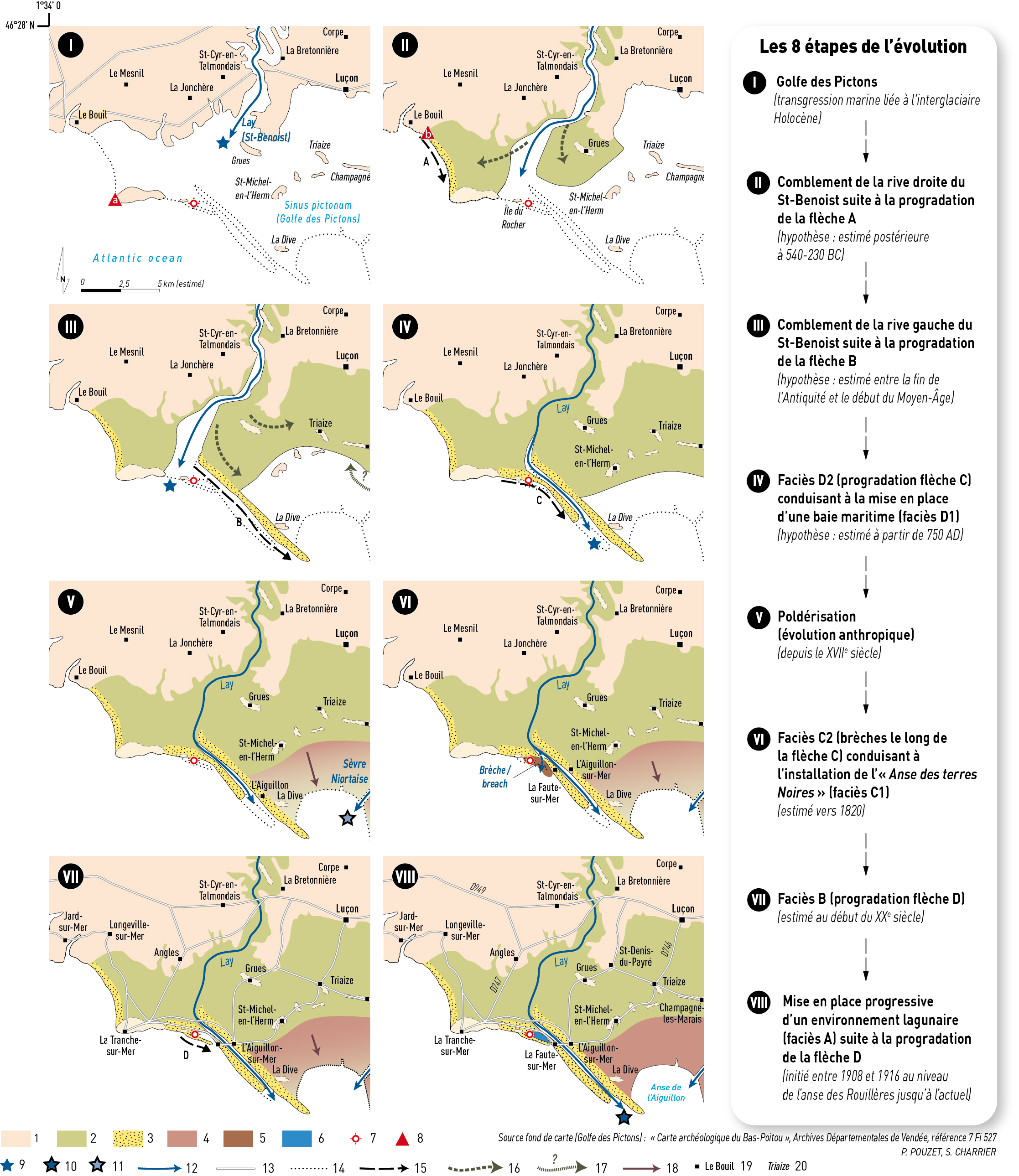
Reconstruction paléoenvironnementale du Marais poitevin occidental depuis le Golfe des Pictons.

## Histoire

### Occupation humaine au Néolithique
La période néolithique est représentée notamment par une série de camps, enceints de fossés, au sein desquels s'est développé un habitat groupé. Abandonnés essentiellement au cours du Néolithique récent, ils étaient établis le long de l'ancien golfe, au nord sur le plateau dominant les zones marécageuses, au sud sur rebord d'un faible anticlinal au contact du marais, ainsi que sur de petites îles anciennes dans la vallée de la Sèvre Niortaise. Si nombre d'entre eux sont connus surtout par photographie aérienne, notamment grâce aux travaux de prospection de Maurice Marsac, d'autres ont pu faire l'objet de fouilles archéologiques, comme le site de l'« Angle », à Longèves (Charente-Maritime), ou celui de « La Maison de la Chaume », à Coulon (Deux-Sèvres), celui du « Coteau de Montigné », Vix (Vendée), ou encore celui de « La Mastine » à Nuaillé-d'Aunis (Charente-Maritime). Selon les secteurs occupés, l'homme a mis à profit les zones plus hautes de plateaux pour la culture céréalière, tandis que les zones plus basses étaient vouées au pacage du bétail. La fin de la période voit le recouvrement de ces sites par d'épais dépôts sédimentaires constitués de bri, vases coquillères d'origine marine et fluvio-marine, conséquence d'une nouvelle remontée marine, ayant pu conduire à leur abandon.

### Période romaine
Durant l'Antiquité, il sert de frontière entre les cités gallo-romaines des Pictons au nord et des Santons au sud.
Les flots marins arrivaient jusqu'à Marans, au delà, les marais non aménagés (et donc inondés toute l'année) pouvaient ressentir uniquement l'influence de la marée.

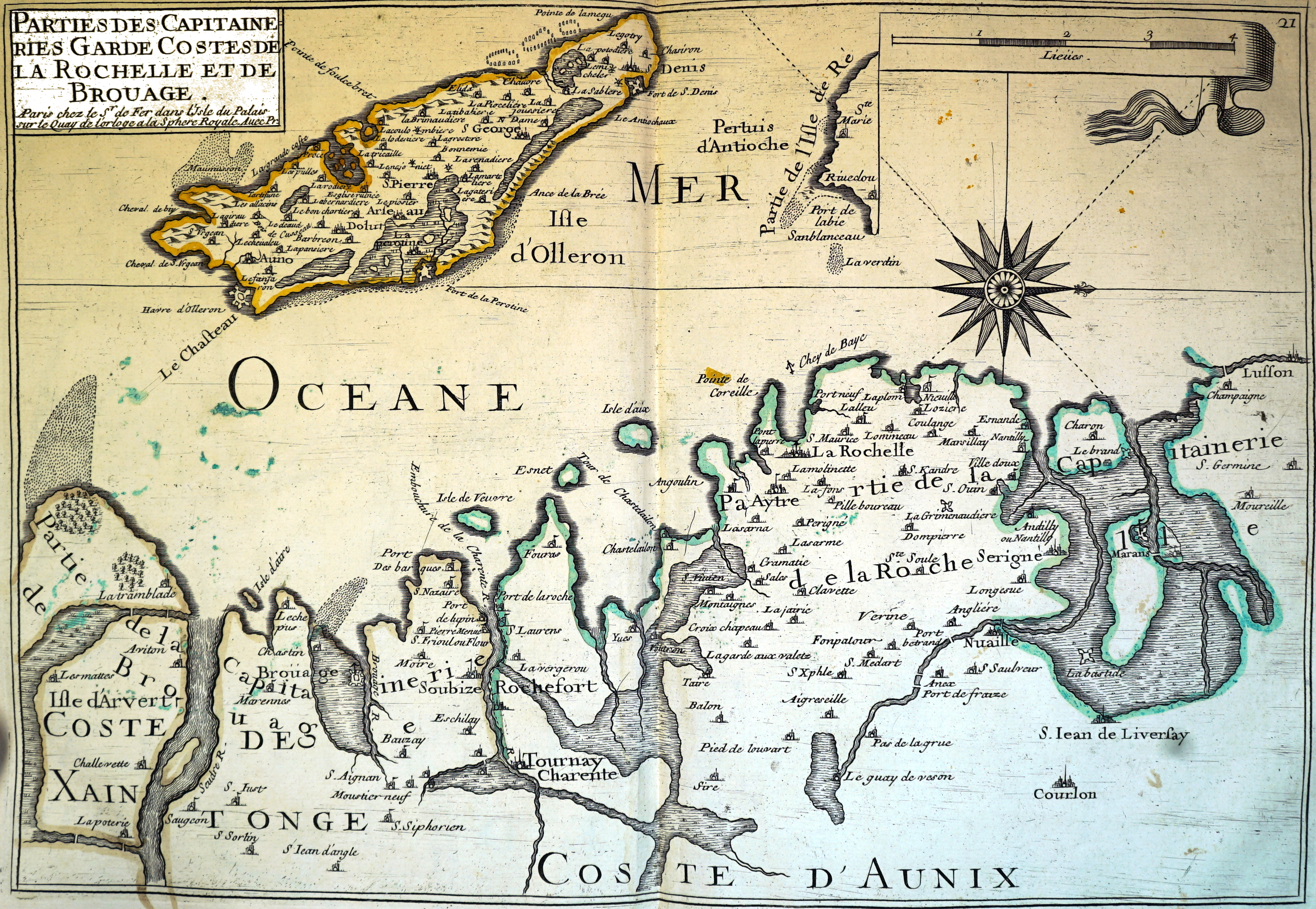
Carte de la capitainerie de la Rochelle montrant le golfe des Pictons partiellement comblé en 1690 à droite (le nord est à droite). La commune de Saint-Jean-de-Liversay pouvait ressentir l'influence de la marée dans les marais inondés toute l'année.